# بیوراوان
بیوراوان (به ارمنی: Բյուրավան) یک روستا در ارمنستان است که در استان آرارات واقع شده‌است. بیوراوان در ۸ کیلومتری شمال غرب آرتاشات، مرکز استان آرارات واقع شده‌است.

## خصوصیات
بیوراوان ۱٬۳۳۴ نفر جمعیت دارد و در ارتفاع ۸۶۵ متر بالاتر از سطح دریا قرار گرفته‌است.
| سال   | ۱۸۳۱ | ۱۸۹۷ | ۱۹۲۶ | ۱۹۳۹ | ۱۹۵۹ | ۱۹۷۰ | ۱۹۷۹ | ۲۰۰۱ | ۲۰۰۴ | ۲۰۱۱ |
| جمعیت | ۳۴۲  | ۱۹۲  | ۲۰۶  | ۴۱۷  | ۸۲۶  | ۹۱۵  | ۹۵۸  | ۱۳۳۶ | ۱۳۳۸ | ۱۵۰۱ |